# Flor Vera
Flor del Pilar Vera Larraguibel (Concepción, 26 de febrero de 1927 - 13 de agosto de 2023) fue una arquitecta y empresaria agrícola chilena. Fue miembro importante de la Empresa Nacional del Petróleo (ENAP), donde realizó proyectos a lo largo de todo Chile, entre ellos, los edificios de la refinería de Concón y los terminales de San Fernando, Antofagasta y Linares.

## Biografía
Nació en 1927 en Concepción, Chile. Hija de Oreste Vera y Mercedes Larraguibel. Cursó primaria en el Colegio Alemán de Santiago, para luego estudiar su secundaria en el Colegio María Inmaculada en Bellavista. Comenzó sus estudios universitarios en la Pontificia Universidad Católica de Chile en la carrera de arquitectura, donde sólo permaneció año y medio para posteriormente concluir sus estudios de arquitectura en la Universidad de Chile. Se tituló el 8 de abril de 1954 estando bajo la tutela de los arquitectos Juan Martínez Gutiérrez, Roberto Dávila Carson y el profesor Julio Ríos, exponentes de la arquitectura moderna en Chile. Su proyecto de título se basó en la ferroviaria de Estación Mapocho, junto a la sede central vinculada al funcionamiento de los ferrocarriles del estado, la idea de este proyecto, era conectar los andenes del tren directamente con el metro, a fin de hacer más práctico el traslado para los pasajeros, evitando que éstos tuvieran que seguir saliendo a la calle en busca de un medio de transporte.
Luego de egresar de la Universidad de Chile, a los 27 años, trabajó en la ENAP, primero como dibujante y luego como arquitecta, cuando esta pertenecía a la Corporación de Fomento de la Producción (Corfo), realizando diversos proyectos tales como edificaciones y diseño en La Refinería de Concón, en la red de campamentos para trabajadores del petróleo en El Poblado de Cullén y en una de sus participaciones más importantes, Cerro Sombrero.
A partir de los 83 años, posterior a su jubilación como arquitecta, se dedicó al área agrícola orgánica, siendo además, miembro de la empresa Grupo Palteros Orgánicos Quebrada de Alvarado y Las Palmas, en Olmué.

## Obras
Cuando trabajaba para Enap, contribuyó a la concepción del Campamento de Cerro Sombrero, el cual estaba destinado a las familias que se asentarían en el poblado. Como su oficina de arquitectos sólo contaba con tres arquitectos, entre ellos, Flor Vera, ENAP tuvo que contratar a una de las firmas de arquitectos más reconocidas de Santiago para desarrollar el Centro Cívico de Cerro Sombrero, Jorge Searle; Bolton; Larraín, Prieto; Juan Echenique y José Cruz y a la empresa Monckeberg, Echevarría y Briones para la construcción. En este proyecto, Flor trabajó junto a Julio Ríos Boettiger, arquitecto y profesor universitario, quien dirigió los primeros años esta obra. 
Posterior a Cerro Sombrero, trabajó en el segundo campamento construido por la ENAP, el Poblado Cullén, donde Flor estuvo a cargo del diseño y abastecimiento de este proyecto, junto a la construcción del Policlínico y la Escuela de Cullén de la misma zona. Lo característico de este campamento, fue el ser plenamente funcional. En este caso, su financiamiento estuvo limitado al contrario de Cerro Sombrero.
Luego de estos campamentos, trabajó en el diseño y construcción de las refinerías de la ENAP, siendo la Refinería de Aconcagua una de ellas. Deja de trabajar en la ENAP en 1976, tras 24 años de servicio.
También trabajó para empresas de combustibles, como Shell y Texaco, donde realizó estaciones de servicio a lo largo de todo Chile, desde Arica a Puerto Montt, siendo 110 estaciones en total.

## Reconocimientos
Ha sido destacada como miembro de honor en el Colegio de Arquitectos de Chile, por pertenecer a la institución por más de 50 años y en la Empresa Nacional de Petróleo por ser parte de esta durante 24 años. Además, por la Municipalidad de Primavera, por ser “Diseñadora del Patrimonio Arquitectónico de Cerro Sombrero”, labor cumplida entre los años 1956 y 1960.